# باشگاه شورش
باشگاه شورش (به انگلیسی: The Riot Club) فیلمی محصول سال ۲۰۱۴ و به کارگردانی لونه شرفی است. در این فیلم بازیگرانی همچون سم کلفلین، مکس آیرونز، جسیکا براون فیندلی، هالیدی گرینجر، تام هالندر، فردی فاکس، بن سچنتزر، کالج ایتن، ناتالی دورمر، جک فارذینگ، الی الکساندر، سام رید، متیو بیرد، جاش اوکانر، ساموئل وست، آناستازیا هیلی، جولین وادهام، جرالدین سامرویل، هری لوید و مایلز جاپ ایفای نقش کرده‌اند.